# Desmerice
Desmerice is een plaats in de gemeente Ogulin in de Kroatische provincie Karlovac. De plaats telt 278 inwoners (2001).